# دونكان بيرد
دونكان بيرد (بالإنجليزية: Duncan Baird)‏ هو شخصية أعمال وسياسي أمريكي، ولد في 1979. حزبياً، نشط في الحزب الجمهوري. وقد انتخب عضو مجلس نواب أركنساس.